# Mordechaj Ardon
Mordechaj Ardon (hebrejsky: מרדכי ארדון‎, rodným jménem Max Bronstein; 13. července 1896 – 18. června 1992) byl izraelský malíř původem z Haliče, považovaný mnohými uměleckými kritiky „za největšího izraelského umělce.“ Za svá umělecká díla byl oceněn prestižními cenami, mezi něž patří cena UNESCO, udělená na benátském Bienalle v roce 1954, či Izraelská cena z roku 1963.

## Biografie
Narodil se v haličském městě Tuchów v Rakousku-Uhersku (dnešní Polsko), jako jedno ze dvanácti dětí v židovské rodině zbožného hodináře. Ve třinácti letech utekl z domova s cílem odejít do Vídně. Jeho sen však zmařila první světová válka, po níž se rozhodl odejít do Paříže, avšak ani tento jeho cíl nebyl v důsledku nedostatku financí realizován. Ve svých 25 letech proto odešel do Výmarské republiky (dnešní Německo), kde se nejprve pokusil o kariéru herce pod vedením Maxe Reinhardta. Nakonec se ale rozhodl pro umění a v letech 1921 až 1924 studoval ve Výmaru na umělecké škole Bauhaus, a to pod vedením malířů Johanna Ittena, Lyonela Feiningera, Vasilije Kandinského a Paula Kleea. Především poslední zmíněný pak svým stylem ovlivnil Ardonův umělecký vývoj i celoživotní tvorbu. Mezi jeho inspiraci však patřili i Rembrandt a El Greco. Vliv na něj měl i profesor Max Doerner, který Bronsteina vedl během jeho tříletého studia v Mnichově. Po studiu působil v Berlíně, kde se spřátelil například s Kurtem Weillem či Bertoldem Brechtem. Kvůli vzestupu nacismu byl, stejně jako mnoho jiných německých umělců, okolnostmi nucen opustit Německo a odejít do Prahy (mezi důvody patřilo i jeho komunistické smýšlení). Československo nakonec opustil v roce 1933, kdy podnikl aliju do britské mandátní Palestiny. Po svém příjezdu si poznamenal:
| „                                               | Zdálo se mi, že poznávám každý kámen. Kráčel jsem dolu ulicí cestou ke Zdi nářků a náhle jsem nalezl náboženské tajemno, které jsem všude jinde marně hledal. A náhle, po všech těch letech v Německu (…) jsem se stal znovu sám sebou – Mordechajem Bronsteinem z Haliče, který šel do světa, aby našel místo, kde může vyjádřit sám sebe. Hledal jsem jej od svých třinácti let, až do dnes – a včera jsem jej našel (…) vše co jsem se učil, jsem zapomněl. Bylo to, jako kdybych mi bylo náhle předáno dědictví, které jsem očekával (…) jako bych měl pokračovat od okamžiku, kdy jsem podstoupil bar micva a utekl slepě cosi hledat (…) mluvili na mně hebrejsky a já rozuměl, i když jsem hebrejštinu neslyšel od svých třinácti let. Vše se najednou vynořilo na povrch a já se vrátil do stejného bodu: začít vše znovu. | “ |
| — Mordechaj Bronstein po příjezdu do Jeruzaléma | |   |

Usadil se v Jeruzalémě, hebraizoval si jméno na Mordechaj Ardon a v roce 1935 začal učil na Bezalelově akademii umění a designu. O rok později se stal občanem mandátní Palestiny a časem postupoval ve své kariéře. V letech 1940 až 1952 byl ředitelem Bezalelovy akademie, mezi lety 1949 až 1958 přednášel na Hebrejské univerzitě a v letech 1952 až 1963 pracoval jako umělecký poradce na izraelském ministerstvu školství a kultury.
Jeho nový domov v Izraeli odrážela i jeho díla, v nichž přetvářel izraelskou krajinu a své zájmy v duchovnu, židovských dějinách a tradici. Součástí jeho děl je řada triptychů znázorňující taková témata jako je válka, holokaust či pozemský a božský Jeruzalém. Svůj poslední triptych, jehož tématem byla Hirošima, vytvořil ve věku 92 let. Jedno z jeho nejvýznamnějších děl je tzv. Ardonovo okno, někdy nazývané „Izajášova vize věčného míru“, vytvořené v letech 1982 až 1984. Jedná se o velké vitrážové okno v Židovské národní a univerzitní knihovně v Jeruzalémě, zahrnující prvky kabaly.

## Ocenění
- 1954 – cena UNESCO udělená na benátském Bienalle[2]
- 1963 – Izraelská cena za malířství.[4]
- 1974 – ocenění Jakir Jerušalajim[5]